# Âm vị học tiếng Mã Lai
Bài viết này về âm vị học tiếng Mã Lai (Ngôn ngữ Malaysia và Bruneian) dựa trên cách phát âm tiếng Mã Lai chuẩn (ngôn ngữ chính thức của Brunei, Singapore, Malaysia (dưới tên tiếng Malaysia)) và tiếng Indonesia (ngôn ngữ chính thức của Indonesia).

## Phụ âm
Phụ âm tiếng Mã Lai chuẩn cũng như tiếng Indonesia được thể hiện trong bảng dưới. Những phụ âm chỉ có trong từ mượn, chủ yếu là tiếng Ả Rập và tiếng Anh, nằm trong ngoặc tròn. Có nghiên cứu liệt kê 19 "phụ âm chính" tiếng Mã Lai, gồm 18 âm không nằm trong ngoặc tròn bên dưới cũng như âm tắc thanh hầu [ʔ].
|          |           | Môi | Răng | Chân răng | Sau chân răng/Vòm | Ngạc mềm | Thanh hầu |
| -------- | --------- | --- | ---- | --------- | ----------------- | -------- | --------- |
| Mũi      | Mũi       | m   |      | n         | ɲ                 | ŋ        |           |
| Tắc      | vô thanh  | p   |      | t         | t͡ʃ                | k        | (ʔ)       |
| Tắc      | hữu thanh | b   |      | d         | d͡ʒ                | ɡ        |           |
| Xát      | vô thanh  | (f) | (θ)  | s         | (ʃ)               | (x)      | h         |
| Xát      | hữu thanh | (v) | (ð)  | (z)       |                   | (ɣ)      |           |
| Tiếp cận | Tiếp cận  |     |      | l         | j                 | w        |           |
| Rung     | Rung      |     |      | r         |                   |          |           |

Ghi chú phép chính tả:
- /ɲ/ được viết là ⟨ny⟩ trước nguyên âm, ⟨n⟩ trước ⟨c⟩ và ⟨j⟩
- /ŋ/ viết là ⟨ng⟩
- âm tắc thanh hầu [ʔ] được đại diện bởi ⟨k⟩ cuối từ hay dấu ⟨'⟩
- /tʃ/ viết là ⟨c⟩
- /dʒ/ viết là ⟨j⟩
- /j/ viết là ⟨y⟩
- /ʃ/ viết là ⟨sy⟩
- /x/ viết là ⟨kh⟩
- /ɣ/ viết là ⟨gh⟩
- /ð/ viết là ⟨z⟩, hệt như âm /z/ và chỉ có mặt trong từ mượn tiếng Ả Rập mang âm /ð/. Do hai âm này không được phân biệt khi viết, người nói phải tự ghi nhớ từ có âm /ð/.
- /θ/ được viết là ⟨s⟩, hệt như âm /s/ và chỉ có mặt trong từ mượn tiếng Ả Rập mang âm /θ/. Do hai âm này không được phân biệt khi viết, người nói phải tự ghi nhớ từ có âm /θ/. Trước đây (trước 1972), âm /θ/ được viết là ⟨th⟩ trong tiếng Mã Lai chuẩn (không phải tiếng Indonesia).

Ghi chú ngữ âm
- /p/, /t/, /k/ không bật hơi, giống trong các ngôn ngữ Rôman. Ở vị trí cuối từ, chúng là âm không hơi, và âm /k/ thường phát âm thành âm tắc thanh hầu ở từ vựng bản địa. Không có hiện tượng liason.
- /h/ được phát âm rõ ràng giữa hai nguyên âm giống nhau, như trong Pahang. Ở vị trí khác có được đọc nhẹ và hay mất đi, như trong hutan ~ utan ('rừng'), sahut ~ saut ('trả lời'). Ngoại lệ là những âm /h/ trong từ mượn tiếng Ả Rập như hakim ('thẩm phán').
- /r/ biến thiên đáng kể theo phương ngữ.
- /f/, /v/, /z/, và /ʃ/ chỉ có trong từ mượn. Một số người nói đọc /v/ trong từ mượn thành [v], còn lại đọc thành [f]. [z] là tha âm của /s/ trước phụ âm hữu thanh.

Từ mượn tiếng Ả Rập:
- Với người biết tiếng Ả Rập, họ có thể phát âm những âm này chính xác. Nếu không, có xu hướng thay chúng bằng những âm khác.

| Âm gốc | Âm đồng hóa | Ví dụ                                       |
| ------ | ----------- | ------------------------------------------- |
| /x/    | /k/, /h/    | khabar [ˈhabar], kabar [ˈkabar] ('tin tức') |
| /ð/    | /d/, /l/    | redha, rela ('sẵn sàng')                    |
| /ðˁ/   | /l/, /z/    | lohor, zohor ('lần cầu nguyện trưa')        |
| /ɣ/    | /ɡ/, /r/    | ghaib, raib ('ẩn')                          |
| /ʕ/    | /ʔ/         | saat, sa'at ('thời gian')                   |

### Sự đồng hóa âm mũi
Một điểm quan trọng trong phái sinh động từ và danh từ tiếng Mã Lai là sự đồng hóa phụ âm mũi ở cuối tiền tố meng- /məŋ/ và peng- /pəŋ/.
Âm mũi cuối tiền tố bị lược bỏ trước âm sonorant (âm mũi /m, n, ɲ, ŋ/, âm lỏng /l, r/, âm tiếp cận /w, j/). Nó đồng hóa trước phụ âm obstruent: trở thành /m/ trước âm môi /p, b/, thành /n/ trước âm chân răng /t, d/, thành /ɲ/ trước /tʃ, dʒ/ và /s/. Nó giữ nguyên là /ŋ/ trước các âm khác (âm ngạc mềm /k, ɡ/, âm thanh hầu /h/, và nguyên âm).
Những ví dụ dưới đây cho thấy biến đổi của meng-:
| gốc từ | từ phái sinh với meng- |
| ------ | ---------------------- |
| masak  | memasak                |
| nanti  | menanti                |
| layang | melayang               |
| rampas | merampas               |
| beli   | membeli                |
| dukung | mendukung              |
| jawab  | menjawab (/məɲ/-)      |
| gulung | menggulung             |
| hantar | menghantar             |

| gốc từ | từ phái sinh với meng- |
| ------ | ---------------------- |
| ajar   | mengajar               |
| isi    | mengisi                |
| pilih  | memilih                |
| tulis  | menulis                |
| cabut  | mencabut (/məɲ/-)      |
| kenal  | mengenal               |
| surat  | menyurat               |

## Nguyên âm
Tiếng Mã Lai chuẩn và tiếng Indonesia thường được cho là có sáu nguyên âm. Sáu nguyên âm này được thể hiện trong bảng dưới. Tuy nhiên, có phân tích cho thêm nguyên âm khác, thường là /ɛ/ và /ɔ/.
|      | Trước | Giữa | Sau |
| ---- | ----- | ---- | --- |
| Đóng | i     |      | u   |
| Vừa  | e     | ə    | o   |
| Mở   |       | a    |     |